# 전우가 남긴 한마디
"전우가 남긴 한마디"는 1979년에 개봉한 대한민국의 영화이다.

## 캐스팅
- 진봉진
- 장혁
- 전영선
- 김만